# 中国武警男声合唱团
中国武警男声合唱团（英語：Men's Chorus of the Chinese People's Armed Police Force），是中华人民共和国合唱艺术表演团体之一，成立于2007年4月，隶属于中国人民武装警察部队政治工作部文工团，由80多名来自中国音乐院校的优秀毕业生组成。
2018年9月10日，根据中央军事委员会整编命令，中国人民武装警察部队政治工作部文工团建制撤销，除少数人员分流至中国人民解放军文化艺术中心文艺部外，所属现役军人全部退役、文职人员全部解聘。中国武警男声合唱团随之解散。

## 历史
中国武警男声合唱团的建立，起源于时任中国人民武装警察部队政治部文工团团长郑健对国内外合唱环境的观察和思考。此前，郑健访问朝鲜时见识到了由120人组成的朝鲜人民军功勋国家合唱团，是世界上最大的男声合唱团。此外，俄罗斯亚历山大红旗歌舞团曾两次来中国演出也都由郑健接待，并作为中方音乐顾问。这些都让郑健对中国国内合唱的匮乏现状感到焦急，建立一支职业男声合唱团的想法也渐渐酝酿成熟。
对于这支合唱团，郑健有明确的定位，即具有强壮有力、奋发向上的风格，应该充满热情，并将合唱团命名为“中国武警男声合唱团”。招聘启事一经发布，就有300多名来自全国各音乐院校的小伙子报名。最终有近60位脱颖而出，成为第一批合唱团的成员，中国武警男声合唱团在2007年建立了，郑健兼任了合唱团团长。经过一年的观察、磨合、锻炼，成员几番来去。如今合唱团正不断走向完善。据郑健介绍，这支于2007年初刚刚建立的合唱团，却已经是中国第一支专业男声合唱团了。该合唱团自成立以来，先后在人民大会堂、国家大剧院等地演出，深受中国人民解放军和中国人民武装警察部队官兵以及歌迷们的喜爱。
2007年4月，在北京成功首次公开演出。
2008年3月，在第十三届CCTV青年歌手电视大奖赛首届合唱比赛中获得银奖，被誉为“中国男声合唱的第一品牌”。
2008年6月18日，首次发行CD专辑《辉煌之声Ⅰ 天路》。
此外，中国武警男声合唱团还灌录了四张CD唱片，即“辉煌之声”系列，由广州柏菲音乐制作有限公司在中央人民广播电台音乐厅录制。

## 名单
团长兼指挥：郑健（武警大校）
团员：刘华男、张全乐、吕宪超、李志明、高飞、胡九阳、王朋、李小磊、陈博、宋希亮、王克杰、邹长江、班代平、陈泽明、魏斌、张恩辉、陈刚、徐大棡、张子赓、韩明、李东这、孙建、袁方、张博奥、曹忠杰、姜 宾、张磊、孙安超、崔家赫、马春晖、张世博、杨飞、郭晓磊、矫利君、杨毅、周志峰、李溯、王凯朋、杨阳、林楚添、姜华、宋金阳、张磊、张旭、罗升光、王培良、李永光、王尧、张猛、柳杨、陈然、白建华、刘俊杰、拜宇杰、刘莹、冯进、陈玉亮、车维、王彦、徐柳峰、于昊彤、吴坚、王清海、张禹

## 专辑作品
| 专辑数量 | 专辑名称                           | 发行公司                 | 发行日期      | 专辑曲目 |
| -------- | ---------------------------------- | ------------------------ | ------------- | --- |
| 第一张   | 《辉煌之声Ⅰ 天路》                 | 广州柏菲音乐制作有限公司 | 2008年6月18日 | 曲目 1. 天路 2. 弯弯的月亮 3. 我为伟大祖国站岗 4. 南泥湾 5. 长江之歌 6. 祝酒歌 7. 我象雪花天上来 8. 我是一个兵 9. 美丽的草原我的家 10. 怀念战友 11. 游击队歌 12. 七律·长征 13. 三大纪律八项注意                                                                        |
| 第二张   | 《辉煌之声Ⅱ 听妈妈讲那过去的事情》 | 广州柏菲音乐制作有限公司 | 2010年1月5日  | 曲目 1. 弹起我心爱的土琵琶 2. 听妈妈讲那过去的事情 3. 十送红军 4. 唱支山歌给党听 5. 延安颂 6. 红军战士想念毛泽东 7. 地道战 8. 忆秦娥·娄山关 9. 井冈山上太阳红 10. 沁园春·雪 11. 我的祖国 12. 七律·人民解放军占领南京 13. 毛委员和我们在一起 14. 没有共产党就没有新中国 |
| 第三张   | 《辉煌之声Ⅲ 传奇》                 | 广州柏菲音乐制作有限公司 | 2013年5月31日 | 曲目 1. 菊花台 2. 同桌的你 3. 传奇 4. 远情 5. 娜奴湾情歌 6. 隐形的翅膀 7. 暗香 8. 我的中国心 9. 春天里 10. 美丽的神话 11. 东方之珠 |
| 第四张   | 《辉煌之声Ⅳ 鸿雁》                 | 广州柏菲音乐制作有限公司 | 2014年9月30日 | 曲目 1. 鸿雁 2. 玛依拉 3. 乌苏里船歌 4. 欢乐的那达慕 5. 山歌 6. 让我们荡起双桨 7. 茉莉花 8. 赶牲灵 9. 阿里郎 10. 等你到天明 |